# Alexander Johansson (labdarúgó, 1995)
Alexander Johansson (Svédország, 1995. október 30. –) svéd labdarúgó, a Mjällby középpályása.

## Pályafutása
Johansson Svédországban született. Az ifjúsági pályafutását az Arvidstorp csapatában kezdte, majd a Böljan akadémiájánál folytatta.
2014-ben mutatkozott be a Vinberg felnőtt keretében. 2016 és 2019 között a Stafsinge, az Ullared és a Tvååker csapatát erősítette. 2020-ban az első osztályban szereplő Varbergs BoIS szerződtette. Először 2020. június 21-én, a Malmö ellen idegenben 2–2-es döntetlennel zárult bajnokin debütált és egyben megszerezte első gólját a klub színeiben. A 2020-as szezon második felében a norvég Sandnes Ulfnál, míg a 2021-es szezon első felében a Bragénél szerepelt kölcsönben. 2023. január 8-án hároméves szerződést kötött a Mjällby együttesével.

## Statisztikák
2022. november 13. szerint
| Klub                     | Szezon   | Osztály     | Bajnokság | Bajnokság | Kupa  | Kupa | Nemzetközi | Nemzetközi | Összesen | Összesen |
| Klub                     | Szezon   | Osztály     | Meccs     | Gól       | Meccs | Gól  | Meccs      | Gól        | Meccs    | Gól      |
| ------------------------ | -------- | ----------- | --------- | --------- | ----- | ---- | ---------- | ---------- | -------- | -------- |
| Varbergs BoIS            | 2020     | Allsvenskan | 12        | 2         | 3     | 2    | —          | —          | 15       | 4        |
| Varbergs BoIS            | 2021     | Allsvenskan | 14        | 3         | 0     | 0    | —          | —          | 14       | 3        |
| Varbergs BoIS            | 2022     | Allsvenskan | 31        | 6         | 4     | 1    | —          | —          | 35       | 7        |
| Varbergs BoIS            | Összesen | Összesen    | 57        | 11        | 7     | 3    | 0          | 0          | 64       | 14       |
| Sandnes Ulf (kölcsönben) | 2020     | OBOS-ligaen | 8         | 0         | 0     | 0    | —          | —          | 8        | 0        |
| Brage (kölcsönben)       | 2021     | Superettan  | 11        | 2         | 0     | 0    | —          | —          | 11       | 2        |
| Összesen                 | Összesen | Összesen    | 76        | 13        | 7     | 3    | 0          | 0          | 83       | 16       |